# Malta en los Juegos Olímpicos de Sídney 2000
Malta estuvo representada en los Juegos Olímpicos de Sídney 2000 por siete deportistas, cuatro hombres y tres mujeres, que compitieron en cinco deportes.
La portadora de la bandera en la ceremonia de apertura fue la yudoca Laurie Pace. El equipo olímpico maltés no obtuvo ninguna medalla en estos Juegos.